# Ахундов, Бахрам-бек Мирза Джафар-бек оглы
Бахрам-бек Мирза Джафар-бек оглы Ахундов (азерб. Bəhram bəy Mirzə Cəfər bəy oğlu Axundov; 1861, Шуша, Бакинская губерния — 1932, Баку) — азербайджанский медик. Член парламента Азербайджанской Демократической Республики. Заслуженный врач Госстраха.

## Биография
Бахрам-бек Ахундов родился в 1861 году в городе Шуше. Окончил Шушинское реальное училище, затем — гимназию. В 1893 году был принят в аспирантуру Французской академии города Лилль. Изучал естественные науки (физика, химия, биология). В 1896 году окончив аспирантуру продолжил обучение на медицинском факультете академии Лилля, и получил диплом доктора медицины. 
Вернувшись в Россию в 1904 году, поступил на медицинский факультет Императорского Харьковского университета, по окончании которого ему было присвоено звание лекаря.
Занимался врачебной деятельностью в лечебных учреждениях Баку. С октября 1914 года заведовал лазаретом по лечению раненых и больных, организованным французским консулом А. Гожеве в связи с началом Первой мировой войны. Лазарет был размещён в доме Гаджиевых.                                          
В 1918—1920 годах — член парламента Азербайджанской Демократической Республики. Входил во фракцию «Беспартийные». После установления Советской власти в Азербайджане работал врачом в Совете Народных Комиссаров Азербайджанской ССР. 
В 1920—1925 годах являлся заслуженным врачом Госстраха. 
Скончался в 1932 году.